# آلبرتو ماریو گونزالس
آلبرتو ماریو گونزالس (اسپانیایی: Alberto Mario González‎؛ زادهٔ ۲۱ اوت ۱۹۴۱) بازیکن فوتبال اهل آرژانتین است.

## باشگاهی
از باشگاه‌هایی که در آن بازی کرده‌است می‌توان به بوکا جونیورز و بانفیلد اشاره کرد.

## تیم ملی
وی همچنین در تیم ملی فوتبال آرژانتین بازی کرده است.